# 23404 Bomans
23404 Bomans (tên chỉ định: 1972 RG) là một tiểu hành tinh vành đai chính. Nó được phát hiện bởi Tom Gehrels ở Đài thiên văn Palomar ở Quận San Diego, California, ngày 15 tháng 9 năm 1972. Nó được đặt theo tên Godfried Bomans, a Dutch author và television personality.